# 이석우 (법학자)
이석우(李碩祐, ?~)는 대한민국의 법학자이다. 현재 인하대학교 법학부 교수로 재직 중이다.